# Lophuromys angolensis
Lophuromys angolensis és un rosegador del gènere Lophuromys que viu a una altitud de 1.000-2.600 msnm als altiplans de l'oest d'Angola i a 500 msnm a les terres baixes i selves de muntanya del sud-oest de la República Democràtica del Congo (RDC). Tot i que el nom específic angolensis fa referència a Angola, la localitat tipus de L. angolensis es troba a la RDC.
Aquesta espècie pertany al subgènere Lophuromys i està relacionada amb L. sikapusi. Abans de l'any 2000, les poblacions de L. angolensis es consideraven part de L. sikapusi.